# 籠縣
籠縣，是明代交阯承宣布政使司下轄的一個縣，治所可能在今越南永富省青山縣。

## 沿革
- 永樂五年（1407年）六月癸未置籠縣，屬嘉興直隸州領[3]。
- 永樂十年五月乙酉，設籠縣谷冊巡檢司[4]。
- 永樂十七年秋九月丙辰，省籠縣入嘉興直隸州[5]。